# Du lịch tình dục

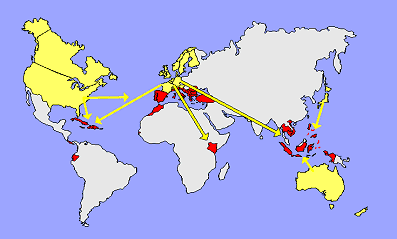
Bản đồ mô tả các chuyến du lịch tình dục trên thế giới của phụ nữ. Màu đỏ chỉ điểm đến, màu vàng chỉ nơi xuất cảnh

Du lịch tình dục hay còn gọi tên là Sex tour là việc đi du lịch nước ngoài hằng năm để thỏa mãn nhu cầu tình dục trong đó có bao gồm cả việc thỏa mãn tình dục với trẻ em và việc du lịch tình dục dành cho phái nữ vốn thường thấy ở các quý bà có nhiều tiền. Du lịch tình dục rất phổ biến ở những nước thế giới thứ ba, nơi giá dịch vụ có thể chấp nhận được. Hiện nay trên thế giới, số lượng địa điểm phục vụ dịch vụ du lịch tình dục cùng con số các nạn nhân của nó vẫn tiếp tục gia tăng và những khu đèn đỏ được coi là một trong những món đặc sản du lịch của một số thành phố trên thế giới

## Tổng quan
Du lịch tình dục cũng hiện hữu tại các quốc gia phát triển như Đức, Nhật Bản, Pháp, Mỹ, Anh và hiện nay là Trung Quốc. Đặc biệt là tại Ý với số lượng người đi du lịch tình dục cao nhất trên thế giới, ước tính có khoảng 80.000 người Ý đi du lịch nước ngoài hằng năm trong đó khoảng 35% thường xuyên đi du lịch tình dục, số lượng người Ý đi du lịch tình dục ở độ tuổi 25-35, và đang có xu hướng gia tăng và hướng đến du lịch tình dục tại Kenya, Santo Domingo, Colombia và Brazil nhằm thỏa mãn nhu cầu với trẻ em tuổi từ 12-14 và thậm chí nhỏ hơn, giới trẻ Ý thường lên internet để tìm kiếm những địa điểm du lịch tình dục Về hành vi lạm dụng tình dục trẻ em ở các nước Đông Nam Á thì số công dân người Mỹ chiếm tỉ lệ cao nhất do khách du lịch Mỹ tìm được nguồn cung nhanh và liên tục như vậy là do đã liên hệ nhanh với những người làm nghề môi giới sinh sống và kinh doanh các dịch vụ mại dâm ở châu Á.
Trong các loại hình thì du lịch tình dục dành cho nam và nữ là hai hiện tượng hoàn toàn khác nhau. Về tâm lý, phụ nữ thông thường không lui tới các quán bar và các buổi trình diễn sex để tìm bạn tình mới, họ cũng không tham gia các tour tìm kiếm khoái lạc vốn thỉnh thoảng được tổ chức cho nam giới mặc dù vậy, loại khách tiêu biểu của hình thức du lịch này là các phụ nữ trung niên, những người cảm thấy cô đơn hoặc không hạnh phúc trong cuộc sống gia đình những người này tuy không nổi tiếng như các siêu sao màn bạc nhưng có khá nhiều tiền lại muốn hưởng thụ và quan hệ tình dục trong khi đi nghỉ như một sự thư giãn, không phải lo nghĩ chuyện gia đình. Một số người phụ nữ cho biết họ thích du lịch tình dục không chỉ bởi khoái lạc chăn gối mà vì sự quan tâm và chú ý của những người đàn ông địa phương đối với họ và những người phụ nữ như vậy sẵn sàng trả tiền cho tình yêu kiểu này.
Du lịch tình dục dành cho phụ nữ được đề cập lần đầu tiên vào giữa thế kỷ 19 tại Mỹ và Thổ Nhĩ Kỳ, phụ nữ người Mỹ thích đến với những người Anh điêng Bắc Mỹ và phụ nữ châu Âu đến Thổ Nhĩ Kỳ để hưởng lạc thú. Theo báo cáo cuối những năm 1840 đã có một phụ nữ người Anh đến Roma để tìm kiếm bạn tình. Phụ nữ Canada là những người đầu tiên đi du lịch để tìm khoái lạc một cách chủ động. Trong thời kỳ suy thoái, các tour du lịch tình dục tạm ngừng hoạt động và sự ngắt quãng này kéo dài tới những năm 1960. Chỉ vài phụ nữ từ Anh, Pháp, Tiệp Khắc và Mỹ tới Ấn Độ, Nepal, Thái Lan để tìm kiếm khoái lạc tình dục với dân địa phương. Du lịch tình dục của phụ nữ có động lực mới cùng với làn sóng thứ hai của phong trào đòi bình quyền cho nữ giới. Khi đó, các tour tình dục phát triển với tốc độ nhanh vào những năm 1960.
Trong khi đàn ông thường chọn điểm đến là châu Á là điểm đến thì phụ nữ lại đổ về phía nam châu Âu (Italia, Hy Lạp, Thổ Nhĩ Kỳ, Croatia và Tây Ban Nha), vùng lòng chảo Caribbe (Jamaica, Barbados và Cộng hòa Dominica), Genoa và Kenya ở châu Phi, Bali-Indonesia, và Phuket-Thái Lan. Nepal, Morrocco, Fiji, Ecuador, Costa-Rica cũng là những điểm đến nhưng ít được ưa chuộng hơn. Đặc biệt, Thái Lan, Cộng hòa Dominica là những nước phù hợp cho du lịch tình dục của cả hai giới, nam và nữ. Du lịch dành cho dân lesbian cũng mới xuất hiện. Tuy nhiên, chỉ có vài điểm hợp với những phụ nữ có sở thích này. Đó là Mytilini tại Hy Lạp, Bangkok, Pattaya ở Thái Lan và Bali tại Indonesia.
Phụ nữ tham gia các tour du lịch tình dục thường được đặt các tên khác nhau cho những nơi họ đi. Một số biệt hiệu như: Shirley Valentines tại Anh, Longtails ở Bermudas, taxi vàng ở Nhật, bình sữa (những cô gái tóc vàng) và stellas (người đàn bà ngăm đen) tại Jamaica. Ở Barbados, các khách du lịch tình dục là nữ thường được gọi là hội chứng thư ký người Canada. Những người đàn ông phục vụ trong nghề này cũng có những tên riêng chẳng hạn như: Kamakia (lao đâm cá) tại Hy Lạp, galebovi (mòng biển) tại Croatia, cá mập ở Costa Rica, cao bồi Kuta hay pemburu-bule (những thợ săn da trắng) tại Bali, những người đàn ông Malboro tại Jordan, bomsas ở Gambia, sanky pankie ở Cộng hòa Dominica, thợ săn grinda tại Ecuador, brichero ở Peru. Nam giới tại Cộng hòa Dominica nổi tiếng nhất trong nghề này.

## Đông Nam Á
Thái Lan là nước phát triển về du lịch tình dục, kể cả với đối tượng là trẻ em. Vào năm 2009, ước tính nước này có khoảng 2,8 triệu người hoạt động liên quan đến mại dâm, trong đó có 2 triệu phụ nữ, 20.000 đàn ông và 800.000 người là trẻ em dưới 18 tuổi. Khách chủ yếu là người Âu Mỹ, rất ít dân Á châu. Giá cả cho mỗi lần cùng các cô gái dao động từ 2.600 đến 4.500 bạt.
Tại Philippines, 40% khách du lịch nam giới, trong đó có cả các công dân Mỹ, đến Philippines là nhằm mục đích tình dục, Philippines chỉ xếp sau Thái Lan trong danh sách những nước có ngành sex tour được biết đến nhiều nhất trên thế giới. Ngành này ở Philippines đang phát triển nhanh chóng khi thu hút hàng triệu du khách nhờ dịch vụ tình dục rẻ tiền, số người kiếm sống trong lĩnh vực sex tour ở Philippines đã vượt quá số người làm việc trong lĩnh vực công nghiệp do giá phục vụ rẻ, chỉ cần 25 USD là đã có thể qua một đêm vui vẻ và phụ nữ Philippines khá xinh đẹp, nhìn tổng thể, phụ nữ Philippines đẹp hơn phụ nữ Thái
Ở Việt Nam, việc xâm hại tình dục trẻ em thông qua con đường du lịch đã xuất hiện gắn với lượng khách du lịch nước ngoài vào Việt Nam ngày càng gia tăng. Trung bình mỗi năm xảy ra khoảng 800 vụ xâm hại tình dục trẻ em, nạn nhân đều tuổi còn quá nhỏ và đặc biệt là có những em chưa đầy 10 tuổi đã làm gái bán dâm cho người nước ngoài. Nguyên nhân là từ khi phía Thái Lan siết chặt các hoạt động liên quan đến tình dục trẻ em thì Việt Nam bắt đầu trở thành điểm đến của hoạt động phi pháp này trong các tỉnh thành thì Thành phố Hồ Chí Minh và Đà Nẵng là điểm đến lớn nhất của hoạt động du lịch tình dục,.
Ở Campuchia, có khoảng 33.000 trẻ em người Campuchia đang bị ép làm việc trong các cơ sở kinh doanh dịch vụ mại dâm, trong đó có cả các cơ sở chuyên phục vụ cho khách du lịch là người nước ngoài.
Vào năm 2008 có gần 14.000 trẻ em Indonesia là nạn nhân của nạn du lịch tình dục. Nguyên nhân chính là do nghèo đói, xung đột chính trị - chiến tranh, quá trình công nghiệp hóa nhanh, sự bùng nổ dân số.

## Caribe
Việc tìm đến các nước đang phát triển, các nước thứ ba, nhất là vùng Caribbean được xem là lựa chọn của nhiều phụ nữ phương Tây. Trong đó, Jamaica, Cộng hòa Dominica, Barbados và Cuba là điểm đến lý tưởng cho những chuyến du lịch tình dục trên bãi biển khi các quý bà da trắng chọn làm nơi phiêu lưu tình ái với các chàng trai trẻ bản địa cường tráng. Đây là nơi phụ nữ trung niên da trắng dễ dàng tìm thấy một Beach boy (chàng trai bãi biển) cho riêng mình. Trung bình mỗi năm khoảng 600.000 phụ nữ đã tới vùng lòng chảo Caribbe để tìm kiếm sự quan tâm và tình yêu. Sân bay ở vịnh Montego xuất hiện nhiều thanh niên trẻ mỗi khi có chuyến bay nào từ Canada hoặc Luân Đôn tới. Những chàng trai chỉ vừa qua đôi mươi, da đen bóng, vạm vỡ trở thành sức hút khó cưỡng của các quý bà sồn sồn da trắng cô đơn hoặc không may mắn trong cuộc sống gia đình.
Người địa phương đàn ông địa phương gọi những người phụ nữ da trắng nước ngoài là những bình sữa cần đổ đầy một cách nhanh chóng và những phụ nữ trung niên tới đây để kiếm một cây tre to khỏe hay một cây tre vâm vấp khi mà sức mạnh tình dục của những người đàn ông da đen trở nên nổi tiếng. Già, mập, giàu, xấu là những từ để chỉ những đối tượng phụ nữ phương Tây đến vùng Caribbean. Dân địa phương cho rằng đây là những phụ nữ này như tín đồ tình dục ngẫu nhiên sau khi trải qua thời gian đầy phức tạp và không mấy suôn sẻ với cuộc hôn nhân trước đây ở nước mình. Họ lao đến các nước đang phát triển có vùng biển thơ mộng tìm trải nghiệm mới mẻ từ các chàng trai bản địa trẻ trung, vạm vỡ, nóng bỏng.
Giá trung bình của dịch vụ là 30USD/giờ, và lên tới 150USD/đêm. Ngoài số tiền nhận được, các nam giới bán dâm còn thích được tặng thêm tiền hay quà tặng như đồng hồ, áo sơmi, bật lửa. Phụ nữ tới từ Thủ đô Ottawa của Canada nổi danh là những người hào phóng. Nhiều người cho rằng, việc những người đàn ông bản địa vùng Caribbean bước vào con đường mại dâm đơn giản chỉ vì vấn đề kinh tế tuy nhiên nó dấy lên mối nguy hại thấy rõ của bệnh tật, bạo lực tình dục và băng hoại đạo đức.